# Regis-Breitingen
Regis-Breitingen est une ville de Saxe (Allemagne), située dans l'arrondissement de Leipzig, dans le district de Leipzig.